# 시마이소베역
시마이소베역(일본어: 志摩磯部駅)은 일본 미에현 시마시에 위치한 긴키 닛폰 철도 시마 선의 철도역이다. 역 번호는 M 88이며, 단선 · 섬식 2면 3선의 구조의 복합 승강장을 갖춘 지상역이다.

## 타는 곳
| 3 | 회송 열차 유치만. 영업 열차가 발착하는 일은 없음 | 회송 열차 유치만. 영업 열차가 발착하는 일은 없음 | 회송 열차 유치만. 영업 열차가 발착하는 일은 없음 |
| 1 | M 시마 선                                        | 하행                                             | 우가타 · 가시코지마 방면                         |
| 2 | M 도바 선                                        | 상행                                             | 도바 · 나고야 · 오사카 · 고베 · 교토 방면        |

## 이용 현황
| 연도 | 승차 인원 |
| ---- | --------- |
| 1997 | 2,131     |
| 1998 | 1,550     |
| 1999 | 1,577     |
| 2000 | 1,466     |
| 2001 | 1,266     |
| 2002 | 1,157     |
| 2003 | 1,071     |
| 2004 | 1,016     |
| 2005 | 904       |
| 2006 | 863       |
| 2007 | 651       |
| 2008 | 573       |
| 2009 | 530       |
| 2010 | 508       |
| 2011 | 478       |
| 2012 | 492       |
| 2013 | 491       |
| 2014 | 452       |
| 2015 | 434       |

## 역 주변
- 기바 공원
- 미에 교통 시마 영업소
- 이소베 강

## 인접 역
| 긴키 닛폰 철도 시마 선 | 긴키 닛폰 철도 시마 선 | 긴키 닛폰 철도 시마 선       |
| ---------------------- | ---------------------- | ---------------------------- |
| M87 가미노고 도바 방면 | M 시마 선              | 아나가와 M89 가시코지마 방면 |